# Фонтанеле (Пезаро и Урбино)
Фонтанеле (итал. Fontanelle) је насеље у Италији у округу Пезаро и Урбино, региону Марке.
Према процени из 2011. у насељу је живело 69 становника. Насеље се налази на надморској висини од 152 м.